# José Luis Zumeta
José Luis Zumeta Etxeberria (Usúrbil, Guipúzcoa, 19 de abril de 1939 - San Sebastián, ca. 22 de abril de 2020) fue un pintor español de estilo definible como abstracto.
Fue uno de los pocos pintores vascos no figurativos que gozaron de éxito comercial. Su labor en el diseño de portadas de libros y discos le hicieron popular entre el público no familiarizado con el arte contemporáneo. 

## Vida y obra
En los años 50 trabajó como dibujante gráfico en un taller de San Sebastián y cursó estudios en la Escuela de Artes y Oficios de la ciudad. Se inició en la pintura a edad temprana y ya a los 19 años (1958) ganó la Medalla de Oro Nacional en el concurso Pintura joven, celebrado en Madrid. Tras una estancia en París en 1959, se instala en Fuenterrabía, donde trabajó en colaboración con Remigio Mendiburu. En 1961-1963 residió en Estocolmo y Londres.

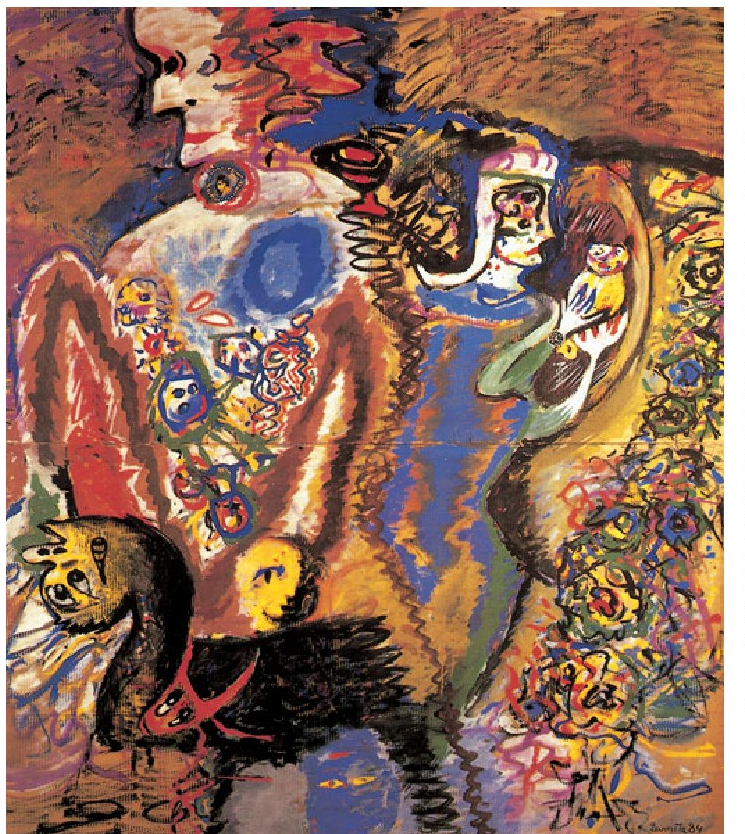
La egipcia se escapó con el pájaro, gouache sobre cartón pintado por Zumeta en 1984.

En 1965 participó en la fundación del grupo Gaur de arte vasco, junto con Jorge Oteiza, Eduardo Chillida, Rafael Ruiz Balerdi, Remigio Mendiburu, Sistiaga, Amable Arias y Néstor Basterretxea. En 1967 ganó el primer Premio de Pintura Vasca con su Homenaje al Guernica de Picasso, y a partir de entonces recibió encargos públicos en Irún, Usúrbil, Pasajes y San Sebastián, entre otros. Durante el 1974 y 1975 impartió clases de arte en ikastolas.

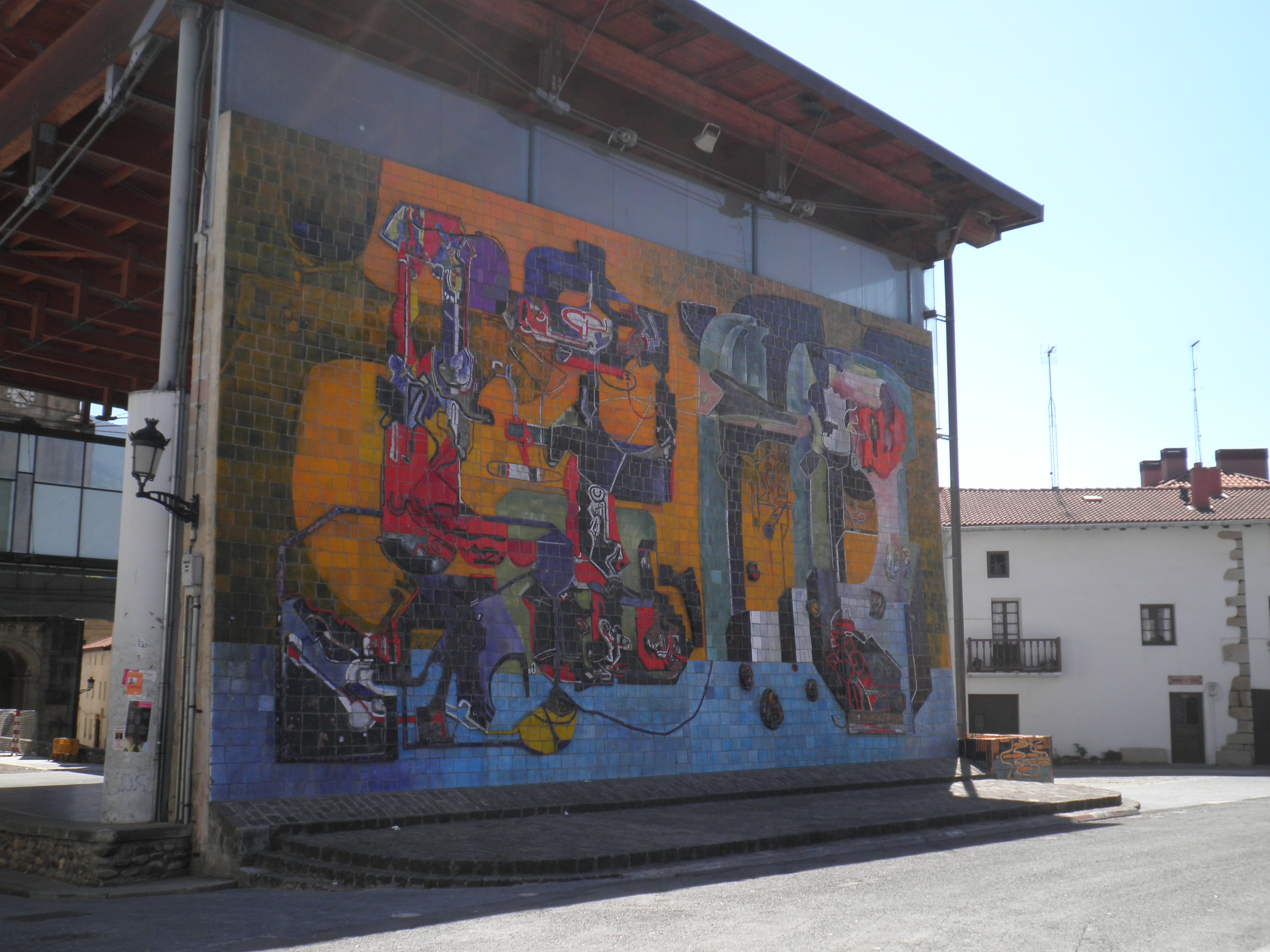
Mural de cerámica de José Luis Zumeta en la pared trasera del frontón de Usúrbil

Interesado por la pintura abstracta europea (Karel Appel, Jean Dubuffet), su primera producción, de finales de los años 50 y de la década siguiente, causó rechazo en los círculos artísticos locales. En aquellos años, manejó una paleta de color variada pero más bien oscura, aplicada en pinceladas gruesas, de relieve matérico.
A principios de los años 70 participó en exposiciones colectivas en México y EE. UU. A lo largo de la década, Zumeta expuso al menos tres veces en Madrid, y lo siguió haciendo después. En 1980 participó en una exposición colectiva en la Fundación Joan Miró de Barcelona, y tres años después dio el salto a Alemania con una exposición individual en el Distrito de Biberach, en la Volsbank Gallerie. Otras muestras se realizaron en Praga (1978), Stuttgart (1982), Bayona (Museo Bonnat, 1985) y Zaragoza (Palacio de Sástago, 1985).
En 1989 se le dedicó una exposición antológica en el Museo de Bellas Artes de Bilbao y participó en una exposición itinerante: Homenaje a las víctimas del franquismo (Madrid, Sevilla y Valencia). Al año siguiente se le montaron dos retrospectivas más en el Museo de San Telmo de San Sebastián y en el Museo de Arte Moderno de Álava.
A partir de los años 90, Zumeta gozó de una buena proyección comercial, siendo considerado como un valor seguro para el coleccionismo. Sin embargo, su posición preeminente se reduce al ámbito territorial vasco, siendo un nombre poco conocido en los principales círculos artísticos del resto de España.
En 1994 expuso en el Museo de Arte e Historia de Durango, y en 2000 protagonizó una muestra individual en el viejo edificio del Depósito Franco de Uribitarte, de Bilbao. En esta exposición se incluyó una peculiar versión (1999) del Guernica, de enorme formato, pintada en cuatro lienzos separados. 
En años posteriores expuso en Nueva York y de manera periódica en exposiciones colectivas en Biarritz, Francia. En otoño de 2003 protagonizó otra muestra en Erandio. En 2006 presentó su última producción, bajo coordenadas más figurativas en San Sebastián, Bilbao y Madrid. A finales del mismo año participó en una muestra colectiva en el histórico edificio del mercado de la Ribera, de Bilbao. 
Su actividad artística incluye portadas para discos de Mikel Laboa y un diseño para los vagones del tranvía de Bilbao.
El 22 de abril de 2020 fue hallado sin vida en su domicilio de San Sebastián. No se conocen las causas del fallecimiento. Tenía ochenta y un años.

## Premios
Lista de premios recibidos:
- 1958 - Medalla de Oro Nacional del Concurso Pintura Joven de Madrid.
- 1967 - Primer Premio del Concurso Gran Premio de Pintura Vasca.